# Kleinia neriifolia
Espèce
Le Verode, Kleinia neriifolia, est une espèce de plantes à fleurs de la famille des Asteraceae, endémique aux îles Canaries.

## Synonymes
- Cacalia kleinia L.
- Cacalia terminalis Salisb.
- Senecio kleinia (L.) Less.

## Répartition
Le Verode est endémique aux îles Canaries, où il est relativement fréquent.

## Description
- Arbuste haut de 1,5 m de haut avec des tiges charnues , segmentées et cassantes.
- Feuilles vert vif charnues, elliptiques, lancéolées. Ses feuilles caduques laissent des cicatrices sur la tige[2].

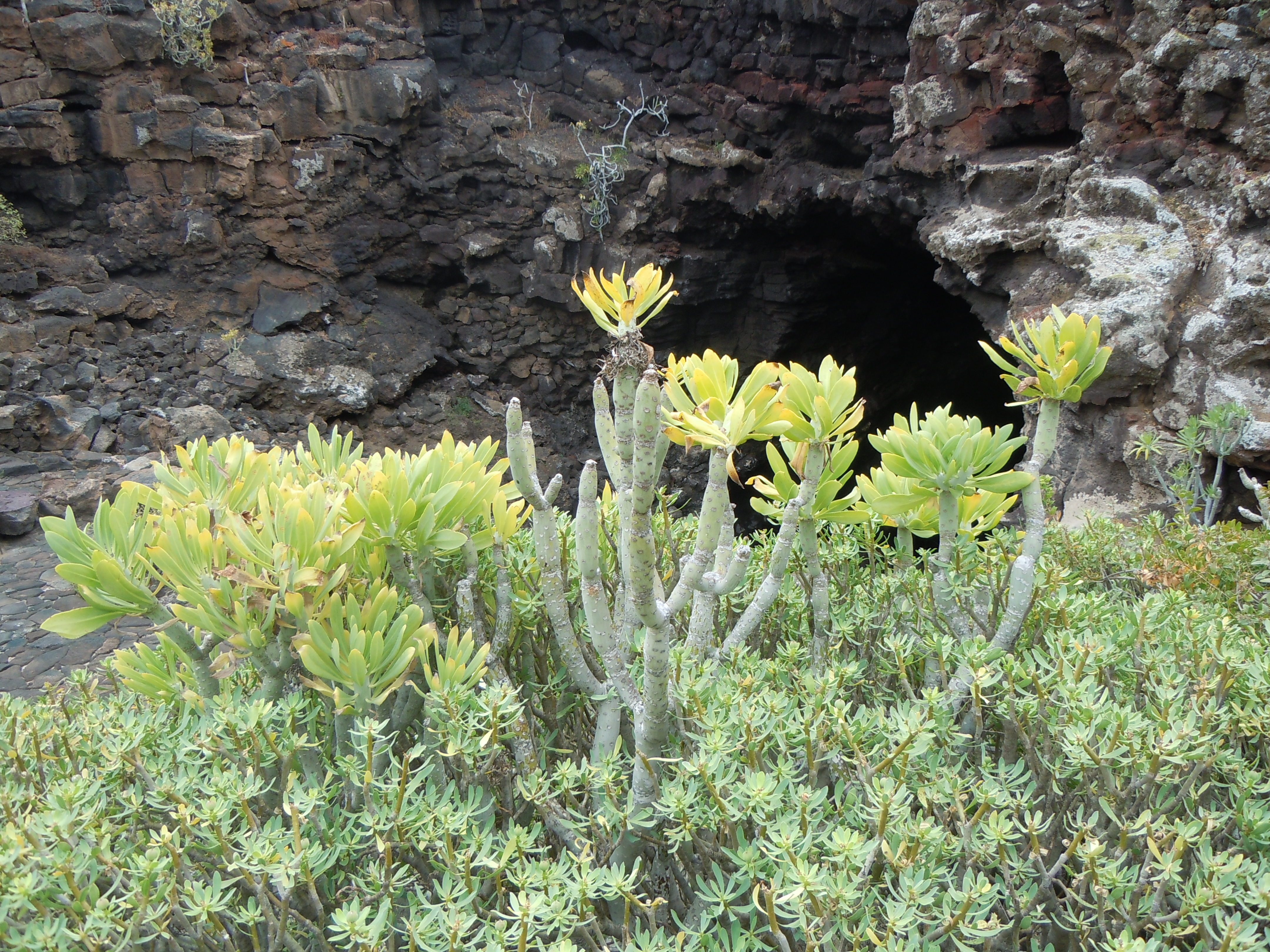
Kleinia neriifolia poussant au milieu d'une Euphorbia balsamifera
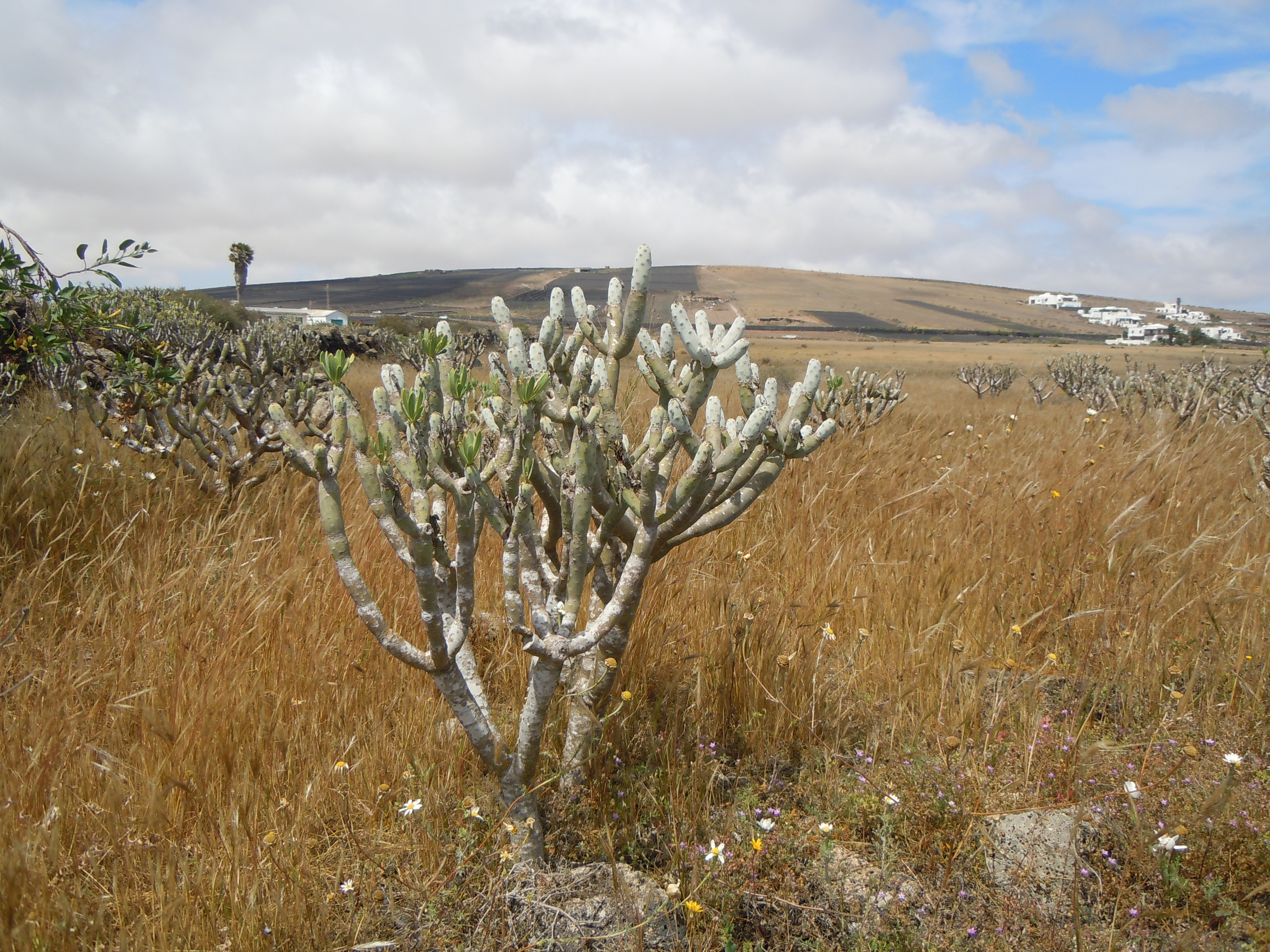
Kleinia neriifolia en avril dans des champs vers Mozaga à Lanzarote
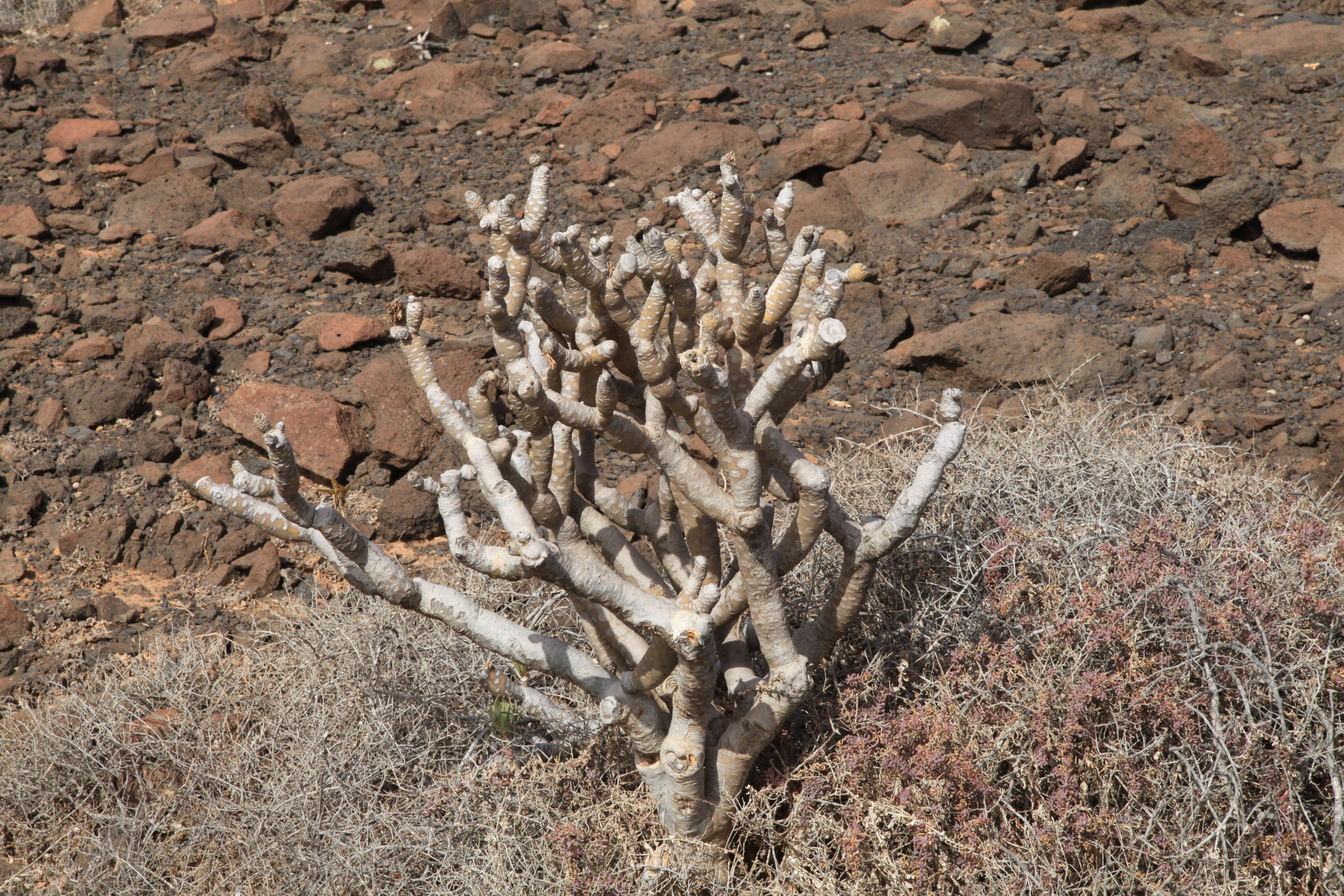
Kleinia neriifolia en novembre à Fuerteventura